# 條痕

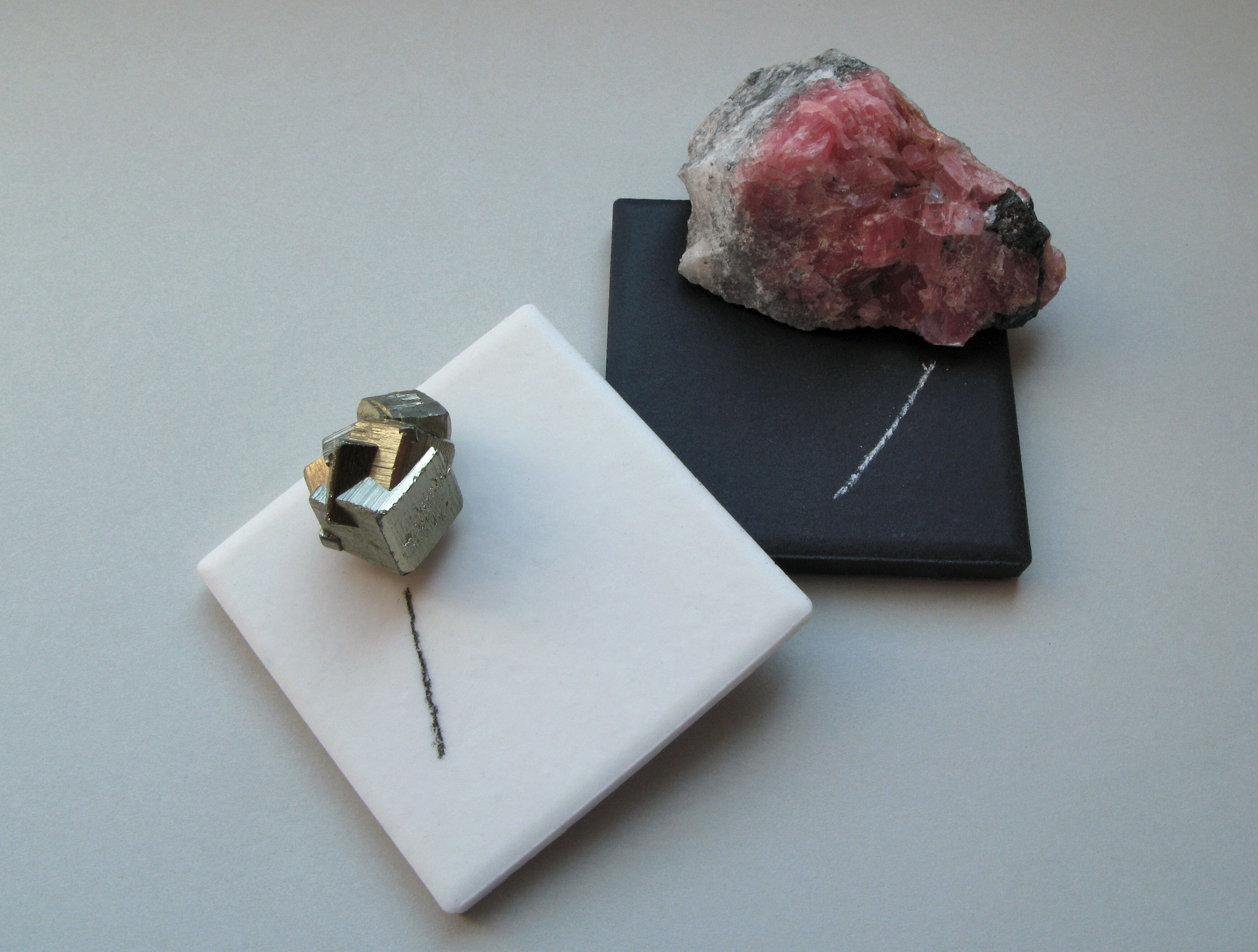
黄铁矿（左）与菱锰矿（右）及它们在条痕板上留下的条痕

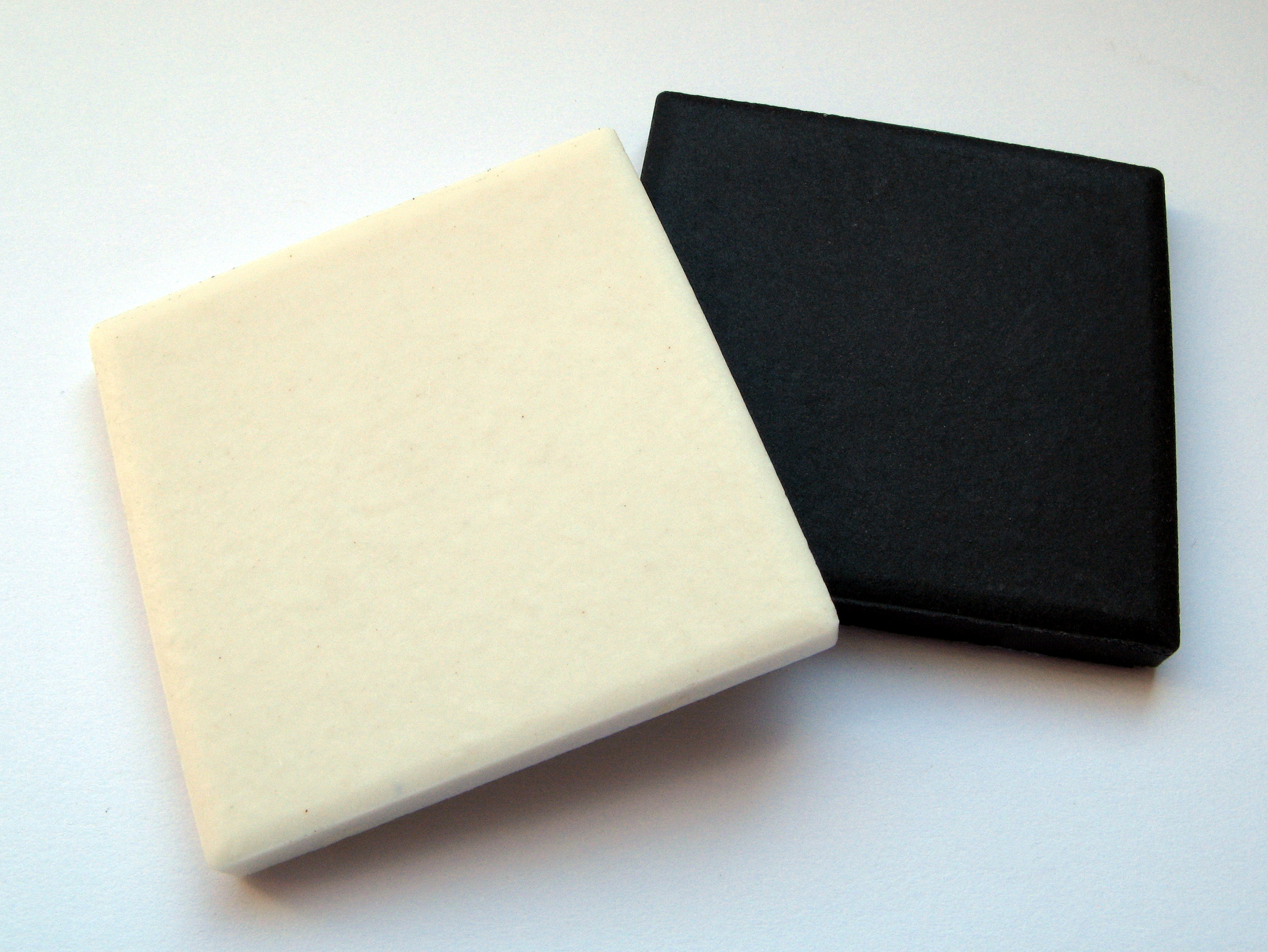
两张条痕板

条痕（英語：streak）是指矿物劃过粗糙表面而留下的，或磨成的细小粉末之颜色。
一种矿石表面的颜色常有很大的变化空间，而其不同样品的条痕色却变化很少，因此条痕对矿物的辨别和分类十分重要，特别是不透明或有色矿物。如果当矿石劃过条痕板时无明显条痕可见，那么其条痕将会被称为白色或无色。对于硅酸盐矿物来说条痕却并不很重要，因为这类矿物中多数条痕为白色，并且硬度高而难以被打成粉末。
矿物外观颜色因含有杂质或被扰乱的宏观晶体结构而变化。某些杂质吸收某特定波长光波的能力极强，就算含量很少也可能从根本上改变该矿石总体反射的光波长度，因此有颜色上的变化。但当矿物标本在条痕板上拉过而产生条痕时，样本被细分成极小的晶体，此时少量杂质对光的吸收影响不大。
用来产生条痕的板被称为条痕板（英語：streak plate），一般是表面粗糙的无釉瓷砖。在没有专业条痕板的情况下，也可以用普通瓷器没有上釉的部分代替，如瓷碗、瓷花瓶底部或上釉瓷砖的背面。
因为条痕是矿物留下的小颗粒，所以只有硬度比条痕板（摩氏硬度约为7）低的矿物才能在上面划出条痕。如果矿石硬度比条痕板高，那么一小部分矿石样本将会被榔头之类的工具砸碎来辨别其条痕色。通常硬度高的矿物之条痕为白色。
部分矿物的条痕与其本色相近，如朱砂和蓝铜矿；其他矿物则有与本色明显不同的条痕色，如萤石（外观颜色可能是紫、蓝、黄或绿色，但只有白色条痕）。赤铁矿外观呈黑色却有红色条痕，因此得名；而方铅矿，一种与赤铁矿外观相近的矿石，因其灰色的条痕而和赤铁矿区分开来。

### 网页
- 方尚鴻. .   [2011-07-04]. （原始内容存档于2011-09-28） （中文（臺灣））.
- Bangert, Andrea. . 圣塔克鲁兹加利福尼亚大学(UCSC).   [2011-07-04]. （原始内容存档于2011-07-19） （英语）.
- . Mineral Gallery.   [2011-07-04]. （原始内容存档于2011-05-26） （英语）.
- . CSU.   [2011-07-04]. （原始内容存档于2011-07-19） （英语）.

### 书目
- Bishop, A.C.; Woolley, A.R.; Hamilton, W.R.  2nd. 剑桥: 剑桥大学出版社. 1999: 12–13 （英语）.
- Holden, Martin. . 纽约: Facts on File. 1991: 251. ISBN 1567999492 （英语）.
- Schumann, Walter. . 纽约: Sterling Publishing. 1992: 18-16. ISBN 0002199092 （英语）.